# Kelgena macahelensis
Kelgena macahelensis är en nattsländeart som beskrevs av Füsun Sipahiler 1999. Kelgena macahelensis ingår i släktet Kelgena och familjen husmasknattsländor. Inga underarter finns listade i Catalogue of Life.